# Ole Romeny
Ole Lennard Ter Haar Romenij (Nijmegen, 20 juni 2000) is een Nederlandse-Indonesisch voetballer die bij voorkeur als aanvaller speelt voor Oxford United.

## Clubcarrière

### N.E.C.
Romeny begon met voetballen bij DVOL uit Lent en speelde vanaf 2011 in de jeugdopleiding van N.E.C. In de winter van 2018 ging hij met de A-selectie mee op trainingskamp en onder nieuwe trainer Pepijn Lijnders maakte hij regelmatig deel uit van de wedstrijdselectie. Op 19 januari 2018 maakte hij zijn debuut in de met 3-2 verloren uitwedstrijd tegen Almere City. Hij verving na 84 minuten jeugdvriend Ferdi Kadıoğlu. In blessuretijd moest hij het veld verlaten na een rode kaart van scheidsrechter Kevin Blom. Daarmee is hij de jongste speler ooit in de Jupiler League die rood kreeg bij zijn debuut. De kaart werd na beroep geseponeerd.
Romeny scoorde zijn eerste goal voor N.E.C. in de play-offwedstrijd tegen FC Emmen (4-1 winst) op 13 mei 2018. Zijn beste seizoen was het onafgemaakte seizoen 2019/20, waarin hij acht keer scoorde in 27 wedstrijden. Het begin van het seizoen 2020/21 verliep moeizaam. Na een matige voorbereiding kwam hij in de eerste vijf wedstrijden van de Keuken Kampioen Divisie niet tot scoren.

### Willem II
Op 30 september 2020 werd hij voor de rest van het seizoen 2020/21 aan Willem II verhuurd waarbij de Tilburgers een optie tot koop namen. Daar maakte hij op 4 oktober 2020 zijn debuut, als invaller in de 1-4 verloren wedstrijd tegen Feyenoord. Romeny kwam elf keer in actie in de Eredivisie. Willem II lichtte de optie tot koop niet waardoor hij medio 2021 terugkeerde in Nijmegen.

### Terug bij N.E.C.
In zijn afwezigheid was N.E.C. gepromoveerd naar de Eredivisie, waarin hij op 20 augustus 2021 debuteerde voor N.E.C. In het thuisduel met PEC Zwolle viel hij na 81 minuten in voor doelpuntenmaker Ali Akman. Hij was kort voor tijd te snel voor Sam Kersten, die in zijn poging om Romeny niet één op één met de keeper te laten gaan een rode kaart kreeg. In de eerste helft van het seizoen kwam hij tot dertien wedstrijden en twee goals, beide in de beker. Met de komst van Wilfried Bony mocht Romeny echter vertrekken bij N.E.C., waar hij uiteindelijk 77 wedstrijden speelde en twaalf keer scoorde.

### FC Emmen
Op 27 januari maakte FC Emmen de komst van aanvallers Mart Lieder en Romeny bekend. Als invaller maakte Romeny twee dagen later zijn debuut voor Emmen, in de gewonnen uitwedstrijd met Excelsior. Met Emmen won hij de Eerste divisie 2021/22 en promoveerde zo naar de Eredivisie. In de seizoensopener tegen PSV (4-1 nederlaag) scoorde Romeny zijn eerste goal in de Eredivisie, iets wat hem in zijn periodes bij Willem II en N.E.C. nooit was gelukt. Romeny beleefde een sterke seizoensstart, waarin hij vier keer scoorde in negen wedstrijden. In april 2023 maakte hij een hattrick in de uitwedestrijd tegen sc Heerenveen (2-3). Hij scoorde uiteindelijk 11 doelpunten in 33 wedstrijden maar degradeerde aan het einde van het seizoen met Emmen in de nacompetitie tegen Almere City. 

### FC Utrecht
Romeny maakte hierna transfervrij de overstap naar FC Utrecht waar hij een contract tot medio 2026 ondertekende. Op 20 augustus maakte hij tegen Sc Heerenveen (2-0 nederlaag) zijn debuut. Op 16 september maakte hij in een 3-1 overwinning op Heracles Almelo zijn eerste goal voor FC Utrecht.

## Clubstatistieken
| Seizoen                      | Club            | Competitie      | Competitie | Competitie | Beker | Beker | Overig | Overig | Totaal | Totaal |
| Seizoen                      | Club            | Competitie      | Wed.       | Dlp.       | Wed.  | Dlp.  | Wed.   | Dlp.   | Wed.   | Dlp.   |
| ---------------------------- | --------------- | --------------- | ---------- | ---------- | ----- | ----- | ------ | ------ | ------ | ------ |
| 2017/18                      | N.E.C.          | Eerste Divisie  | 4          | 0          | 0     | 0     | 2      | 1      | 6      | 1      |
| 2018/19                      | N.E.C.          | Eerste Divisie  | 23         | 1          | 1     | 0     | 1      | 0      | 25     | 1      |
| 2019/20                      | N.E.C.          | Eerste Divisie  | 27         | 8          | 1     | 0     | —      | —      | 28     | 8      |
| 2020/21                      | N.E.C.          | Eerste Divisie  | 5          | 0          | 0     | 0     | —      | —      | 5      | 0      |
| 2020/21                      | → Willem II     | Eredivisie      | 11         | 0          | 0     | 0     | —      | —      | 11     | 0      |
| 2021/22                      | N.E.C.          | Eredivisie      | 10         | 0          | 3     | 2     | —      | —      | 13     | 2      |
| 2021/22                      | FC Emmen        | Eerste Divisie  | 12         | 2          | 0     | 0     | —      | —      | 12     | 2      |
| 2022/23                      | FC Emmen        | Eredivisie      | 33         | 11         | 2     | 0     | 4      | 1      | 39     | 12     |
| 2023/24                      | FC Utrecht      | Eredivisie      | 15         | 1          | 2     | 0     | 1      | 0      | 18     | 1      |
| 2024/25                      | FC Utrecht      | Eredivisie      | 13         | 2          | 1     | 0     | —      | —      | 14     | 2      |
| 2024/25                      | Oxford United   | Championship    | 9          | 1          | 0     | 0     | 0      | 0      | 9      | 1      |
| Carrière totaal              | Carrière totaal | Carrière totaal | 162        | 26         | 10    | 2     | 8      | 2      | 180    | 30     |
| Bijgewerkt op 20 maart 2025. |                 |                 |            |            |       |       |        |        |        |        |

## Interlandcarrière
Romeny is Nederlands jeugdinternational. Hij speelde één wedstrijd voor Nederland onder 15 en kwam tevens uit voor Nederland onder 18, onder 19 en onder 20. Hij heeft aan moederskant Indonesische roots. Zijn grootmoeder werd geboren in Medan, Noord-Sumatra. Daardoor kon hij in 2025 de overstap maken naar het Indonesisch voetbalelftal. Op 20 maart maakte hij tegen Australië zijn debuut. Hij verloor met 5-1, maar scoorde direct zijn eerste interlanddoelpunt. 